# Wijken en buurten in Helmond
De Nederlandse gemeente Helmond is voor statistische doeleinden onderverdeeld in wijken en buurten. De gemeente is verdeeld in de volgende statistische wijken:
- Wijk 10 Binnenstad (CBS-wijkcode:079410)
- Wijk 11 Helmond-Oost (CBS-wijkcode:079411)
- Wijk 12 Helmond-Noord (CBS-wijkcode:079412)
- Wijk 13 't Hout (CBS-wijkcode:079413)
- Wijk 14 Brouwhuis (CBS-wijkcode:079414)
- Wijk 15 Helmond-West (CBS-wijkcode:079415)
- Wijk 16 Warande (CBS-wijkcode:079416)
- Wijk 17 Stiphout (CBS-wijkcode:079417)
- Wijk 18 Rijpelberg (CBS-wijkcode:079418)
- Wijk 19 Dierdonk (CBS-wijkcode:079419)
- Wijk 21 Brandevoort (CBS-wijkcode:079421)
- Wijk 29 Industriegebied Zuid (CBS-wijkcode:079429)

Een statistische wijk kan bestaan uit meerdere buurten. Onderstaande tabel geeft de buurtindeling met kentallen volgens het Centraal Bureau voor de Statistiek (2008):
| CBS-buurtcode | Buurtnaam            | Inwonertal | Opp. totaal (ha) | Opp. land (ha) | Ligging                |
| ------------- | -------------------- | ---------- | ---------------- | -------------- | ---------------------- |
| BU07941000    | Centrum              | 2200       | 51               | 49             | Locatie in de gemeente |
| BU07941002    | Leonardus            | 2460       | 32               | 32             | Locatie in de gemeente |
| BU07941003    | Heipoort             | 3230       | 39               | 39             | Locatie in de gemeente |
| BU07941004    | Stationsgebied       | 700        | 27               | 26             | Locatie in de gemeente |
| BU07941005    | Vossenberg           | 2560       | 45               | 45             | Locatie in de gemeente |
| BU07941006    | Annabuurt-Suytkade   | 1180       | 60               | 58             | Locatie in de gemeente |
| BU07941007    | Steenweg en omgeving | 1170       | 37               | 36             | Locatie in de gemeente |
| BU07941100    | Beisterveld          | 2430       | 44               | 44             | Locatie in de gemeente |
| BU07941101    | Beisterveldse Broek  | 2260       | 38               | 37             | Locatie in de gemeente |
| BU07941102    | Straakven            | 2820       | 68               | 67             | Locatie in de gemeente |
| BU07941200    | Bloemvelden          | 4020       | 59               | 59             | Locatie in de gemeente |
| BU07941201    | Binderen             | 3860       | 122              | 119            | Locatie in de gemeente |
| BU07941202    | Eeuwsels             | 3860       | 132              | 128            | Locatie in de gemeente |
| BU07941300    | 't Hout-Centrum      | 3560       | 77               | 77             | Locatie in de gemeente |
| BU07941301    | Kroon                | 2360       | 100              | 100            | Locatie in de gemeente |
| BU07941302    | Akkers               | 3430       | 109              | 106            | Locatie in de gemeente |
| BU07941303    | Gansenwinkel         | 1470       | 33               | 33             | Locatie in de gemeente |
| BU07941309    | Groot Goor           | 60         | 178              | 169            | Locatie in de gemeente |
| BU07941400    | Brouwhuis-Dorp       | 3460       | 77               | 73             | Locatie in de gemeente |
| BU07941401    | Brouwhuis-West       | 2860       | 62               | 58             | Locatie in de gemeente |
| BU07941402    | Brouwhuis-Oost       | 2660       | 60               | 59             | Locatie in de gemeente |
| BU07941404    | Brouwhorst           | 190        | 50               | 50             | Locatie in de gemeente |
| BU07941409    | Kloostereind         | 120        | 153              | 148            | Locatie in de gemeente |
| BU07941500    | West                 | 3690       | 65               | 65             | Locatie in de gemeente |
| BU07941501    | Houtsdonk            | 800        | 57               | 56             | Locatie in de gemeente |
| BU07941600    | Oranjebuurt          | 1250       | 56               | 56             | Locatie in de gemeente |
| BU07941601    | Zwanenbeemd          | 1160       | 75               | 75             | Locatie in de gemeente |
| BU07941609    | Overbrug             | 100        | 216              | 213            | Locatie in de gemeente |
| BU07941700    | Stiphout-Dorp        | 5050       | 228              | 228            | Locatie in de gemeente |
| BU07941701    | Schooten             | 150        | 108              | 108            | Locatie in de gemeente |
| BU07941709    | Geeneind             | 190        | 772              | 771            | Locatie in de gemeente |
| BU07941801    | Rijpel-Oost          | 3330       | 59               | 59             | Locatie in de gemeente |
| BU07941802    | Rijpel-West          | 5150       | 90               | 88             | Locatie in de gemeente |
| BU07941809    | Berkendonk           | 80         | 379              | 335            | Locatie in de gemeente |
| BU07941900    | Kern Dierdonk        | 5050       | 155              | 146            | Locatie in de gemeente |
| BU07941909    | Scheepstal           | 100        | 271              | 259            | Locatie in de gemeente |
| BU07942101    | De Veste             | 1460       | 43               | 43             | Locatie in de gemeente |
| BU07942102    | Schutsboom           | 4650       | 142              | 141            | Locatie in de gemeente |
| BU07942103    | Stepekolk            | 1200       | 92               | 92             | Locatie in de gemeente |
| BU07942104    | Berenbroek           | 90         | 202              | 201            | Locatie in de gemeente |
| BU07942901    | Hoogeind             | 360        | 473              | 457            | Locatie in de gemeente |
| BU07942902    | B.Z.O.B.             | 0          | 321              | 308            | Locatie in de gemeente |